# Берингов пролив
Бе́рингов проли́в (англ. Bering Strait, чук. Эʼрвытгыр) — межконтинентальный и межокеанский пролив между Северным Ледовитым и Тихим океанами. Разделяет Азию (самая восточная континентальная точка — мыс Дежнёва на российской Чукотке) и Северную Америку (самая западная континентальная точка — мыс Принца Уэльского на американской Аляске).

## География

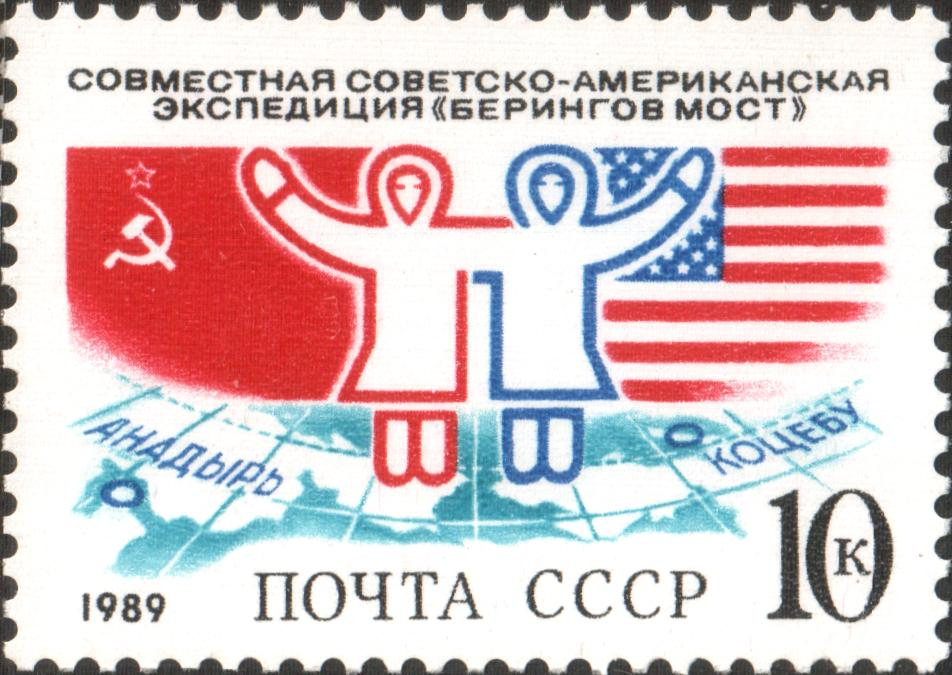
Марка СССР. Совместная советско-американская экспедиция «Берингов Мост», 1989 год

Наименьшая ширина — 86 километров, наименьшая глубина фарватера — 36 метров. Соединяет Чукотское море (Северный Ледовитый океан) с Беринговым (Тихий океан).
У берегов Аляски расположены два крупных залива — Нортон-Саунд и Коцебу, у берегов Чукотского автономного округа — Анадырский залив.
Посередине Берингова пролива лежат острова Диомида: российский остров Ратманова — более крупный и расположенный западнее — и американский остров Крузенштерна. Согласно договору о продаже Аляски и Алеутских островов (1867), граница России и США проходит посередине между ними. Расстояние между островами — чуть менее 4 километров. Там же проходит граница часовых поясов UTC+12:00 и UTC−9:00 и международная линия перемены даты.
На острове Ратманова находится пограничная застава — самая восточная в России. На острове Крузенштерна, помимо американских пограничников, есть ещё местные жители, туда осуществляется регулярное воздушное сообщение из города Ном.
Предполагается, что пролив открылся 4,8—7,4 млн лет назад; что уменьшение пролива 900 тыс. лет назад могло стать одной из причин увеличения продолжительности ледниковых периодов.

## История открытия
Назван в честь российского мореплавателя Витуса Беринга, который прошёл по этому проливу в 1728 году. Однако за 80 лет до Беринга, в 1648 году, через пролив из Чукотки на Аляску прошла экспедиция Семёна Дежнёва, попутно посетив острова Ратманова и Крузенштерна, находящиеся посередине пролива.
До этих экспедиций среди европейских картографов бытовало представление, задокументированное примерно с 1560 года, о существовании полумифического Анианского пролива (пролива Аниан) который отмечал границу между Северной Америкой и Азией.
В книге С. П. Крашенинникова «Описание земли Камчатки» (1755 г.) в рассказе о Беринговом море и Алеутских островах Берингов пролив упоминается ещё под своим старинным названием:
Море, разделяющее Камчатку от Америки, островами наполнено, которые мимо южно-западного конца Америки до пролива Аниянова таким же непрерывным порядком простираются, как Курильские до Японии. Сей порядок островов между 51 и 54 градусами ширины находится, и лежит прямо в восточную сторону, а начинается с небольшим в пяти градусах от камчатского берега.

## Доисторическое заселение Америки
В антропологии Берингов пролив периода около 10 тыс. лет назад и ранее рассматривается как Берингов перешеек, по которому люди — палеоиндейцы — заселили Америку, став известными нам индейцами. Согласно новейшим исследованиям, первые переселенцы попали в Америку одной волной из Сибири не ранее 23 тыс. лет назад в разгар последнего ледникового периода. Отдельно, около 5,5 тыс. лет назад, произошёл приход инуитов и эскимосов, распространившихся по всей Арктике (путь их попадания из Сибири в Аляску остаётся загадкой, так как сухопутного перехода между ними тогда не было).
Хронология моделей миграции делится на две шкалы. Одна шкала основана на «короткой хронологии», согласно которой первая волна переселения в Америку произошла не ранее 14 — 16 тыс. лет назад. Результаты исследований, проведённых Рутгерским университетом, теоретически показали, что всё коренное население Америки произошло всего лишь от 70 индивидуумов, прибывших в 14—12 тыс. лет назад по Берингову перешейку, существовавшему тогда между Азией и Америкой. По другим оценкам, фактический размер популяции коренных американцев был ок. 250 человек.
Сторонники «длинной хронологии» считают, что первая группа людей прибыла в западное полушарие гораздо раньше, возможно 20 — 50 тыс. лет назад, и, возможно, после неё имели место другие последовательные волны миграций. Палеогенетики, исследовавшие геном девочки, жившей в долине Танана на Аляске ок. 11,5 тыс. лет назад, пришли к выводу, что предки всех американских индейцев одной волной переселились с Чукотки на Аляску в позднем плейстоцене ок. 20—25 тыс. лет назад, до того как Берингия исчезла ок. 20 тыс. лет назад. После этого «древние берингийцы» были в Америке изолированы от Евразии. Между 17 и 14 тыс. лет назад произошло их разделение на северную и южную группы палеоиндейцев из которых сформировались народы, заселившие Северную и Южную Америки.

## Правовой статус
Так как американо-российский договор об отчуждении Аляскинского полуострова в пользу США оговаривал только территориальные вопросы, касающиеся суши, но никоим образом не оговаривал статуса прилегающих вод и прибрежного шельфа, со времени присоединения Аляски и Алеутских островов к Российской империи (de jure в соответствии с Высочайшим Именным Указом Её Величества Императрицы Екатерины II от 2 марта 1766 г.; de facto открытие материка русскими мореплавателями произошло ранее — 21 августа 1732 г.) до 12 июня 1991 г. включительно, то есть до вступления в законную силу соглашений, подписанных 1 июня 1990 г. в ходе встречи в Копенгагене Министра иностранных дел СССР Э. А. Шеварднадзе с Госсекретарём США Дж. Бейкером и территориальных уступок СССР в пользу США в рамках соответствующих соглашений (принципиальная договорённость между главами двух государств была достигнута ранее, в ходе Вашингтонского саммита Президента СССР М. С. Горбачёва и Президента США Дж. Буша-старшего), Берингов пролив, от побережья Чукотки на западе до побережья Аляски на востоке, имел статус внутренних вод России (точно так же, как, например, Босфорский пролив для Турции). Однако в советское время этот вопрос не педалировался ни советской стороной (так как формально СССР не признавал себя государством-правопреемником Российской Империи и её международно-правовых соглашений, включая договорённости о статусе Берингова пролива, судоходстве и рыболовстве в указанных водах, соответственно, перед советскими юристами не ставилось задачи подвести нормативно-правовую базу под какие-либо территориальные претензии), ни американской стороной (так как американцы, пользуясь молчаливым попустительством советской власти, использовали эти воды для нужд судоходства и рыбного промысла).
Подписание Шеварднадзе по указанию Горбачёва соглашения «О линии разграничения морских пространств между СССР и США» носило келейный характер, его по сути дела скрывали от советского населения, — на протяжении нескольких лет в советской, а затем российской прессе и публицистике этот вопрос не публиковался и не обсуждался, в то время как западная пресса открыто сообщала об очередной победе американской дипломатии. Как утверждает академик А. И. Фурсов, заключение этого соглашения нанесло большой ущерб территориальной целостности и экономике России, поскольку в пользу американской стороны были безвозмездно отчуждены часть исключительной экономической зоны и участок континентального шельфа России.

## Тоннель под проливом
Периодически, начиная с конца XIX века и по сей день на уровне специалистов, а иногда даже и правительств (главным образом России и США) обсуждаются целесообразность и возможности строительства тоннеля или моста через Берингов пролив для соединения Чукотки с Аляской, но в силу разных причин технического, экономического и политического характера ни одна из идей до сих пор не доведена до реализации. Тема строительства тоннеля регулярно возвращается на стол экспертов.

## Интересные факты
В августе 2008 года Стив Бёрджесс и Дэн Эванс пересекли Берингов пролив на автомобиле-амфибии.